# Johan Bengtsson (fotbollsspelare)
Per Johan Bengtsson, född 1 januari 2004, är en svensk fotbollsspelare som spelar för portugisiska Torreense.

## Karriär
Bengtssons moderklubb är Essviks AIF. Han gjorde ett mål för klubben i Division 4 2018. 2019 gick Bengtsson till GIF Sundsvall. Den 2 juli 2020 flyttades Bengtsson upp i A-laget, där han skrev på ett treårskontrakt. Bengtsson debuterade i Superettan den 8 juli 2020 i en 3–1-vinst över Västerås SK, där han blev inbytt i den 86:e minuten mot Pontus Engblom. Bengtsson blev då GIF Sundsvalls yngste debutant genom tiderna samt den andra spelaren född 2004 i Superettan (efter Elias Nordström).
I premiäromgången av Superettan 2021 den 13 april blev Bengtsson inbytt och kvitterade till 2–2 på övertid mot Helsingborgs IF. I mars 2023 skrev han på ett nytt treårskontrakt med GIF Sundsvall.
I januari 2025 värvades Bengtsson av Liga Portugal 2-klubben Torreense.